# Suharău (gmina)
Suharău – gmina w Rumunii, w okręgu Botoszany. Obejmuje miejscowości Izvoare, Lișna, Oroftiana, Plevna, Smârdan i Suharău. W 2011 roku liczyła 4792 mieszkańców.